# Jyske mesterskab 1938-39 (fodbold)
Det jyske mesterskab i fodbold 1938-39 var den 41. udgave af turneringen om det jyske mesterskab i fodbold for herrer organiseret af Jydsk Boldspil-Union. AIA vandt turneringen for første gang.. Vejle BK vandt JBUs Mesterskabsrække for andet år i træk.

## JBUs Mesterskabsrække

### Nordkredsen
| Pos | Hold                 | K  | V | U | T | M+ | M- | MR    | P  | Kvalifikation eller nedrykning                      |
| --- | -------------------- | -- | - | - | - | -- | -- | ----- | -- | --------------------------------------------------- |
| 1   | Holstebro BK         | 14 | 9 | 2 | 3 | 52 | 29 | 1,793 | 20 | Kvalifikation til semifinale og 3. division 1939-40 |
| 2   | Aalborg Chang        | 14 | 7 | 3 | 4 | 34 | 23 | 1,478 | 17 |                                                     |
| 3   | Randers Freja        | 14 | 7 | 1 | 6 | 36 | 30 | 1,200 | 15 |                                                     |
| 4   | Viborg FF            | 14 | 5 | 4 | 5 | 34 | 40 | 0,850 | 14 |                                                     |
| 5   | Skive IK             | 14 | 6 | 2 | 6 | 27 | 35 | 0,771 | 14 |                                                     |
| 6   | Aalborg Freja        | 14 | 5 | 3 | 6 | 36 | 41 | 0,878 | 13 |                                                     |
| 7   | Brønderslev IF       | 14 | 5 | 3 | 6 | 29 | 34 | 0,853 | 13 |                                                     |
| 8   | Frederikshavn fI (O) | 14 | 1 | 4 | 9 | 26 | 42 | 0,619 | 6  | Nedrykning                                          |

### Sydkredsen
| Pos | Hold           | K  | V  | U | T  | M+ | M- | MR    | P  | Kvalifikation eller nedrykning                      |
| --- | -------------- | -- | -- | - | -- | -- | -- | ----- | -- | --------------------------------------------------- |
| 1   | Vejle BK (M)   | 14 | 11 | 2 | 1  | 55 | 24 | 2,292 | 24 | Kvalifikation til semifinale og 3. division 1939-40 |
| 2   | Kolding IF     | 14 | 8  | 3 | 3  | 46 | 27 | 1,704 | 19 |                                                     |
| 3   | AGF II         | 14 | 9  | 0 | 5  | 46 | 32 | 1,438 | 18 |                                                     |
| 4   | Horsens fS     | 14 | 6  | 3 | 5  | 46 | 30 | 1,533 | 15 |                                                     |
| 5   | Esbjerg FC (O) | 14 | 5  | 3 | 6  | 32 | 35 | 0,914 | 13 |                                                     |
| 6   | Haderslev FK   | 14 | 4  | 4 | 6  | 25 | 29 | 0,862 | 12 |                                                     |
| 7   | Aarhus 1900    | 14 | 3  | 2 | 9  | 25 | 37 | 0,676 | 8  |                                                     |
| 8   | Fredericia BK  | 14 | 1  | 1 | 12 | 17 | 78 | 0,218 | 3  | Nedrykning                                          |

## Semifinaler
AaB kvalificerede sig som bedst placerede JBU-hold i Mesterskabsserien 1938-39 foran AGF og Vejen SF.
AIA kvalificerede sig som bedst placerede JBU-hold i 2. division foran Esbjerg fB.

| 11. juni 1939 |

| AIA                                                                 | 3 - 1   | AaB                  |
| ------------------------------------------------------------------- | ------- | -------------------- |
| Otto Magnussen ??' · Aage Sørensen 78' str. · Børge Westergaard 84' | (0 - 0) | William Lockey 89' · |

| Aarhus Stadion, Aarhus Tilskuere: 2.500 |

| 11. juni 1939 |

| Vejle BK                                     | 2 - 1   | Holstebro BK |
| -------------------------------------------- | ------- | ------------ |
| Knud Winding 20' · Lauritz Andersen ??' str. | (1 - 0) | ?? 55' ·     |

| Herning Stadion, Herning Tilskuere: 2.000 Dommer: P. Petersen, Skanderborg |

Kampen mellem Holstebro og Vejle var samtidig finale i JBUs Mesterskabsrække.

## Finale
| 18. juni 1939 |

| AIA                                                  | 2 - 1   | Vejle BK              |
| ---------------------------------------------------- | ------- | --------------------- |
| Selvmål Frantz Petersen 50' · Aage Sørensen 74' str. | (0 - 0) | Charles Knudsen 55' · |

| Horsens Stadion, Horsens Tilskuere: 1.500 Dommer: Gunnar Hansen, Aalborg |